# Semnopithecus ajax
Semnopithecus ajax là một loài động vật có vú trong họ Cercopithecidae, bộ Linh trưởng. Loài này được Pocock mô tả năm 1928. Đây là một con khỉ ăn lá. Loài này được ghi nhận từ Jammu và Kashmir và Himachal Pradesh ở tây bắc Ấn Độ nhưng bằng chứng cho thấy nó chỉ hiện diện ở Thung lũng Chamba ở Himachal Pradesh. Do phạm vi hạn chế, dân số bị phân mảnh và các mối đe dọa từ các hoạt động phát triển và nông nghiệp của con người, loài này được liệt kê là có nguy cơ tuyệt chủng trong Sách đỏ của IUCN. Ở Pakistan, loài này hiện diện ở vườn quốc gia Machiara.
Loài này trước đây được coi là một phân loài của Semnopithecus entellus và là một trong một số loài Semnopithecus được đặt tên theo các nhân vật từ The Iliad, cùng với Semnopithecus hector và Semnopithecus pram. 

## Hình ảnh

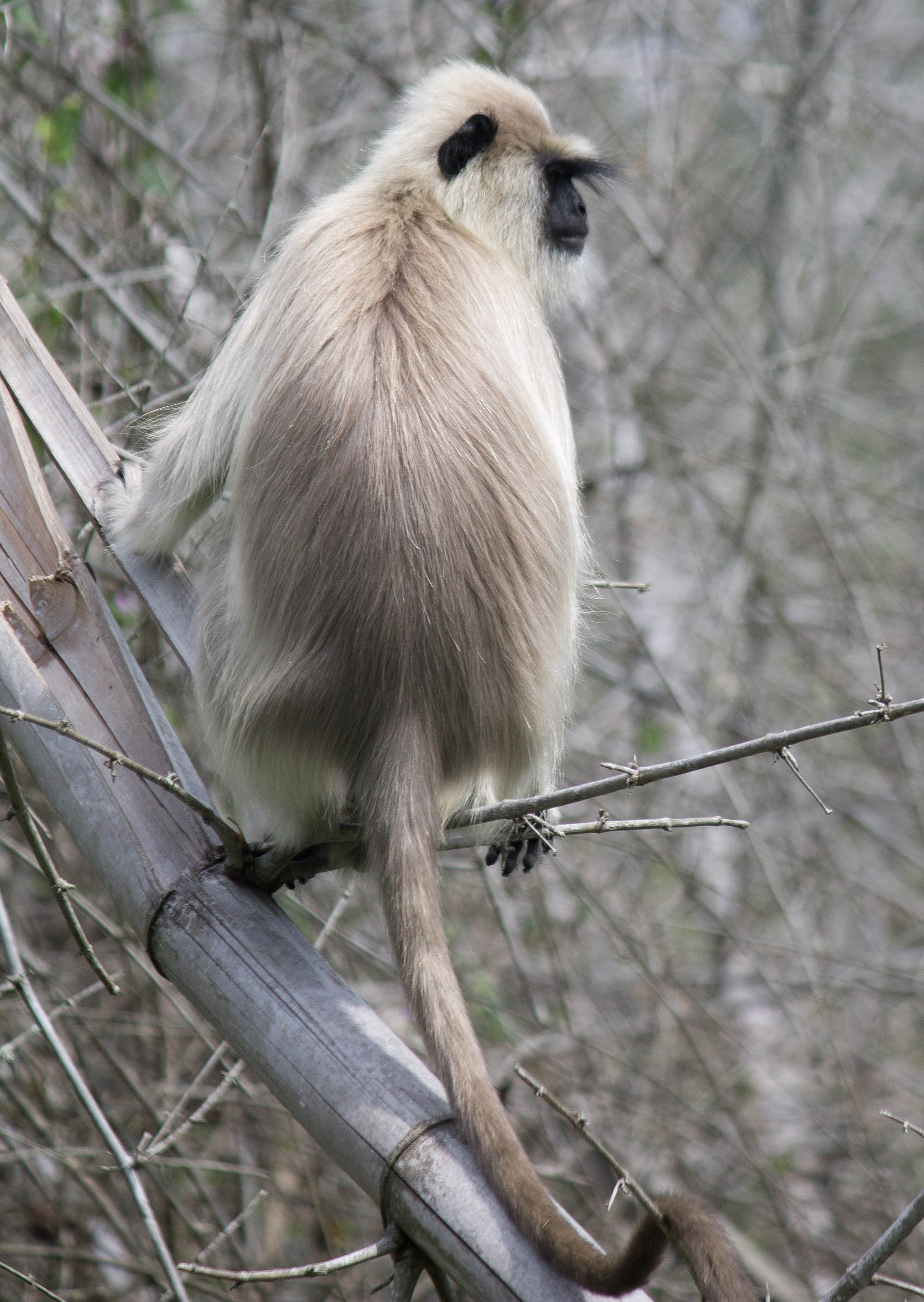
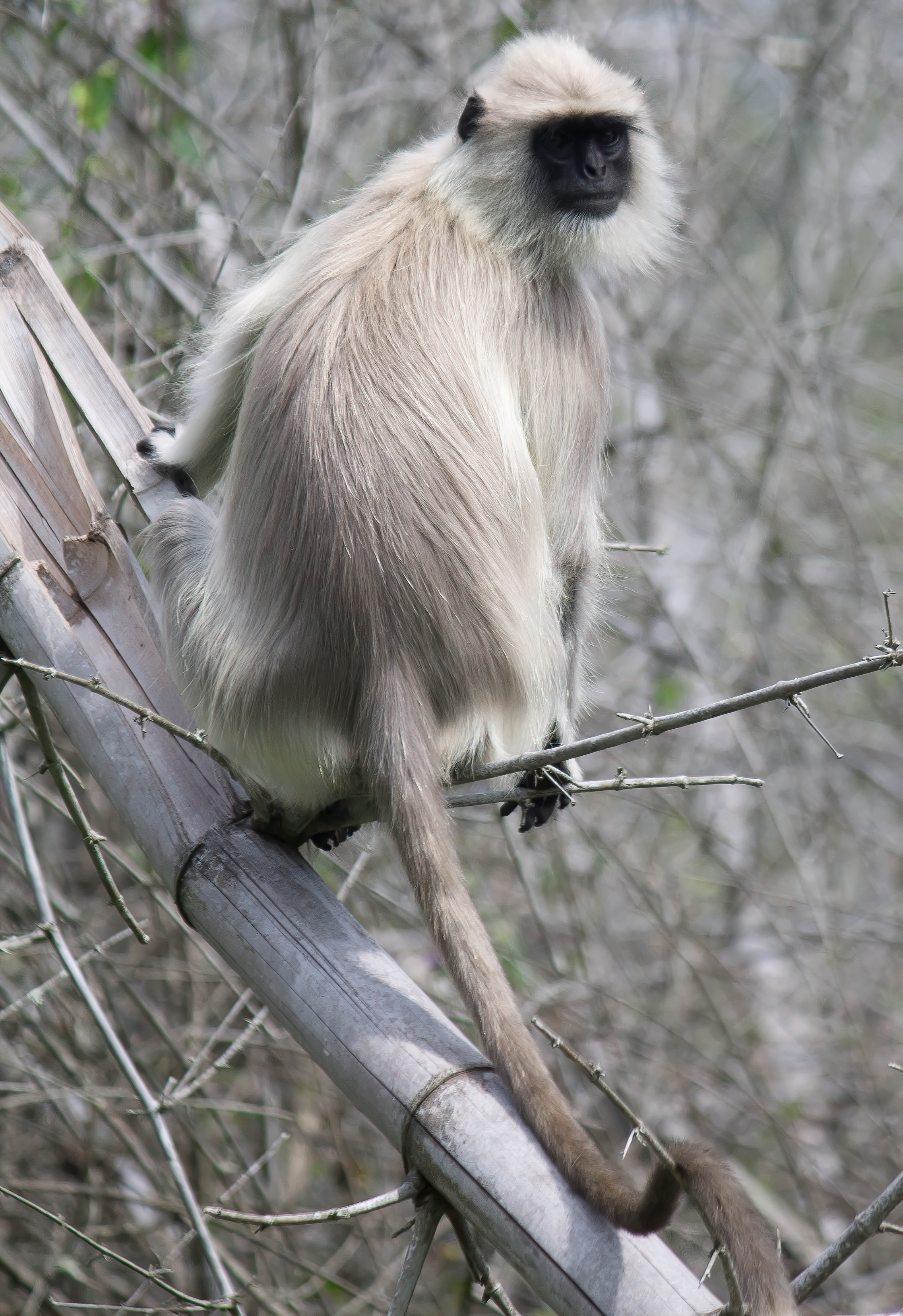